# Catedrala din Nidaros
Catedrala din Nidaros este o catedrală evanghelică-luterană din orașul Nidaros (astăzi Trondheim), Norvegia. Aici își are reședința Arhiepiscopia evanghelică de Nidaros. Aceasta este cea mai veche catedrală din Norvegia și cea mai nordică catedrală medievală din lume.

## Istorie și arhitectură
Construcția catedralei a început în anul 1070 pe locul unui altar creștin dedicat regelui Olaf al II-lea Haraldsson, ridicat de papalitate la rangul de sfânt în urma eforturilor de a converti vikingii la creștinism. Catedrala a devenit biserica-mamă a Norvegiei și locul de încoronare al regilor norvegieni. Catedrala din Nidaros a fost finalizată abia în anul 1300, iar în anul 1327 un incendiu a distrus naosul și transeptul.
În timpul Reformei Protestante regatul Norvegiei a renunțat la catolicism în favoarea luteranismului. Prima slujbă evanghelică-luterană din catedrală a avut loc în anul 1537. În următoarele secole catedrala a suferit mai multe incendii, cel mai grav având loc în anul 1708, când catedrala a ars în întregime, cu excepția zidurilor groase. După aceea au avut loc mai multe reconstrucții și renovări ce au fost finalizate abia în anul 1900.
Catedrala din Nidaros este construită în stil gotic cu elemente de influență romanică. Cu turnul său înalt de 100 de metri, catedrala este cea mai înaltă din Norvegia și a doua din Scandinavia, după Catedrala din Uppsala, Suedia.
Interiorul catedralei este somptuos, fiind locul de încoronare al regilor. Aici se află racla aurie a Sfântului Olaf. Vitraliile ferestrelor din partea de nord a catedralei descriu, pe un fundal albastru, scene din Vechiul Testament, în timp ce ferestrele din partea de sud descriu, pe un fundal roșu, scene din Noul Testament.

## Fotogalerie

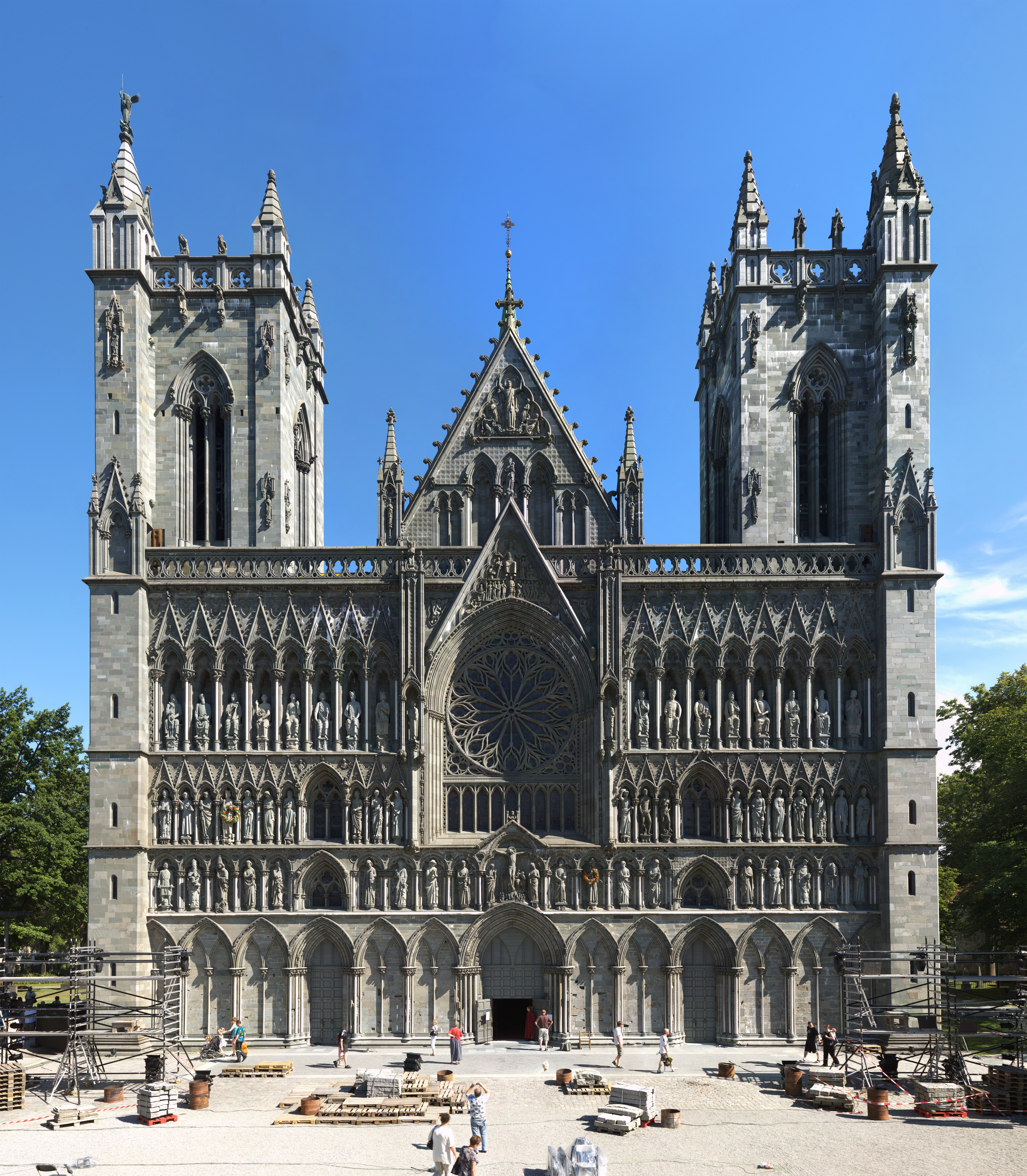
Fațada.
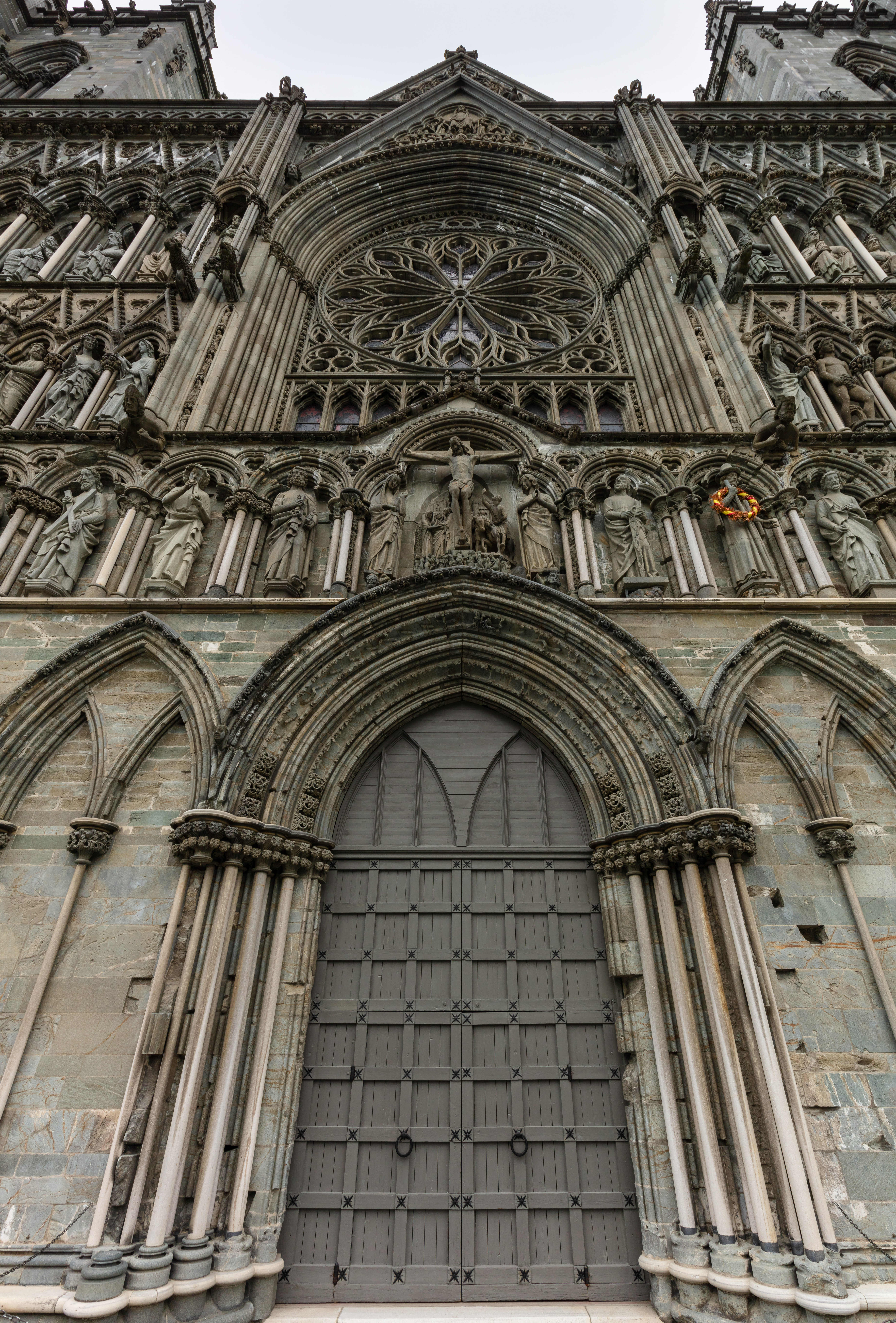
Portal
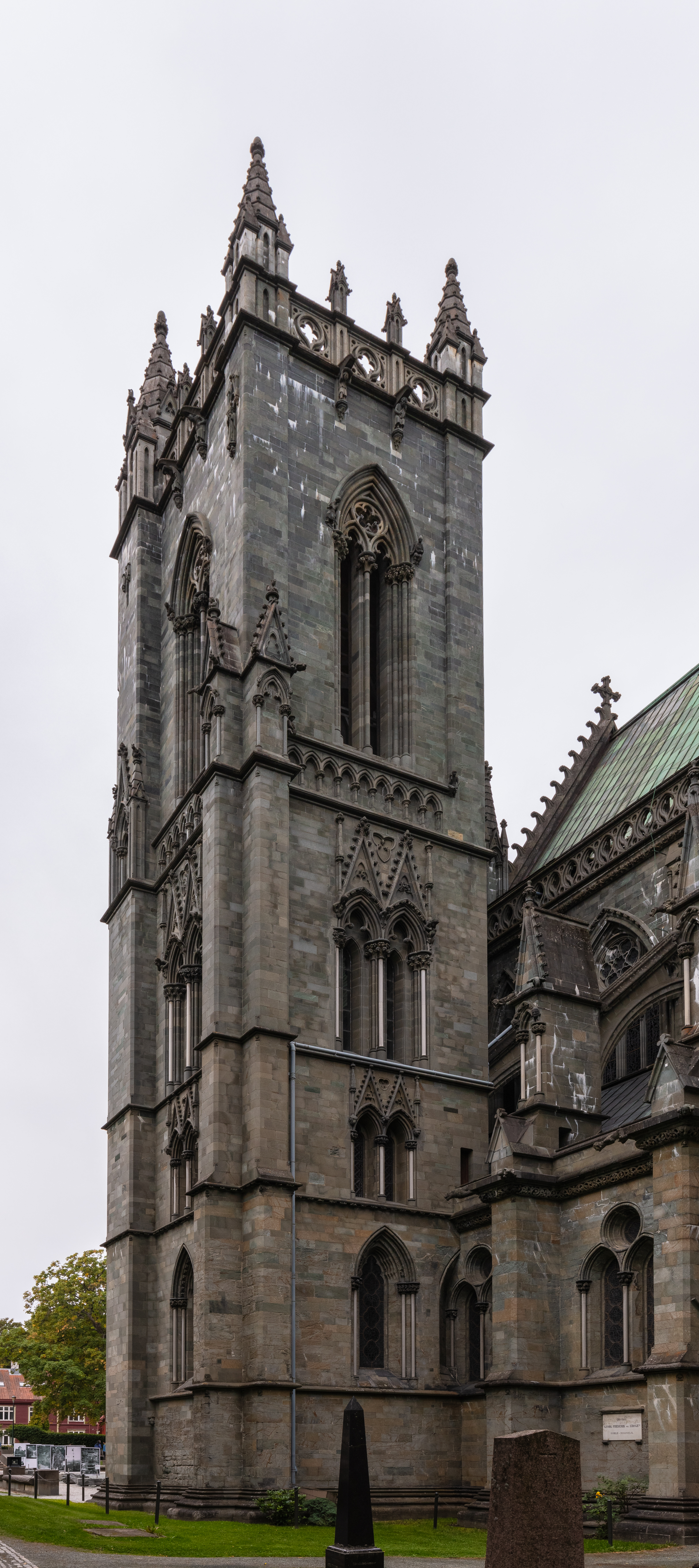
Clopotniță.
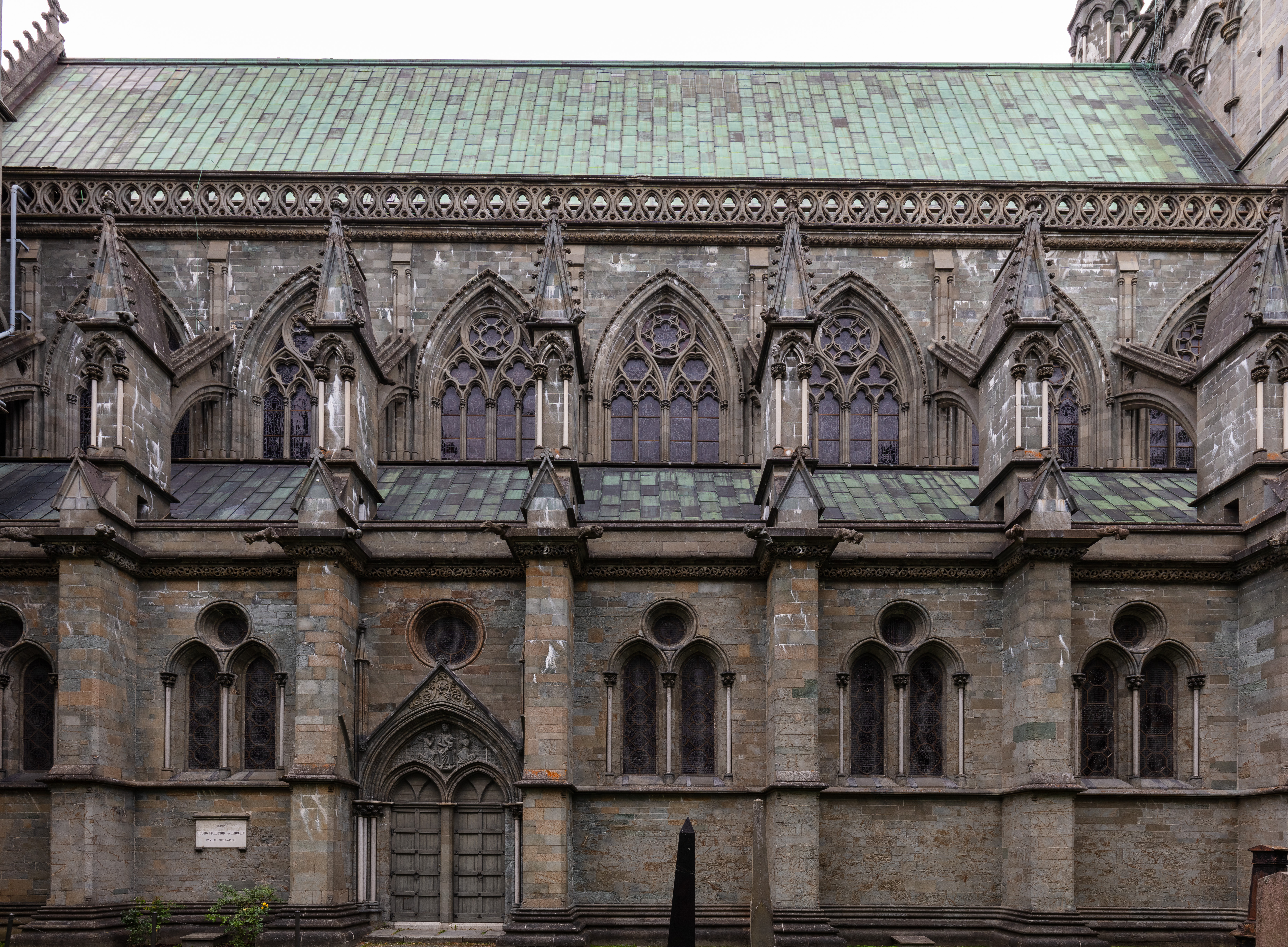
Vedere laterală
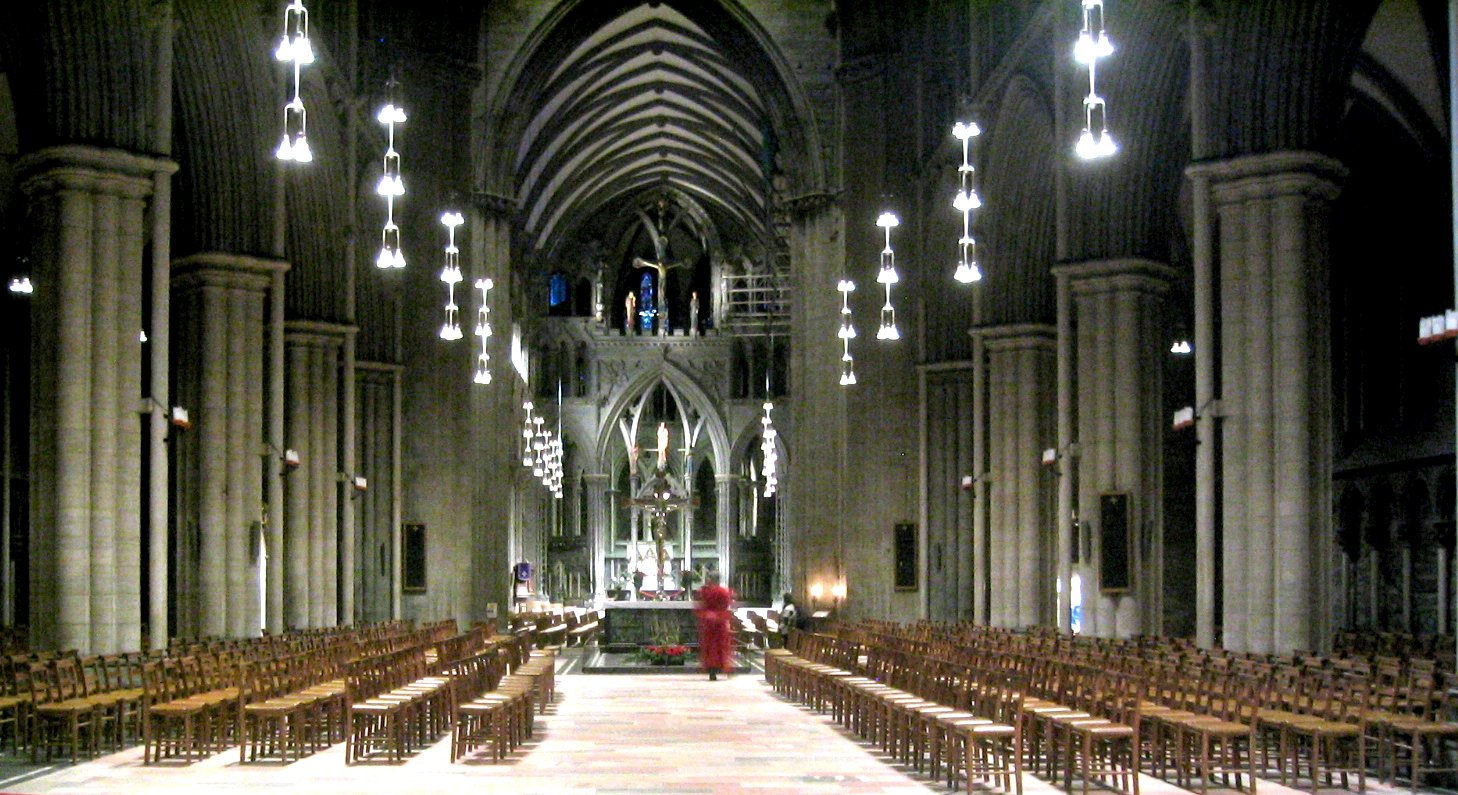
Interior.

## Legături externe
- en Welcome to Nidaros Cathedral! - site oficial, accesat la 30 octombrie 2014 Arhivat în 30 octombrie 2014, la Wayback Machine.
- fr Fiche sur le site Structurae, accesat la 30 octombrie 2014
- en Fotografii cu Catedrala din Nidaros, accesat la 30 octombrie 2014